# Görög férfi kosárlabda-válogatott
A görög férfi kosárlabda-válogatott Görögország férfi nemzeti kosárlabda csapata, amelyet a Görög kosárlabda-szövetség (görögül: Ελληνική Ομοσπονδία Καλαθοσφαίρισης, magyar átírásban: Elinikí Omoszpondía Kalathoszfaíriszisz) irányít. Kétszeres Európa-bajnokok (1987, 2005). Az olimpiai játékokon az ötödik hely a legjobb eredményük, amit három alkalommal sikerült elérniük (1996, 2004, 2008). A világbajnokságon egy alkalommal bejutottak a döntőbe (2006).

## Története
Görögországban a kosárlabdának nagy hagyománya van és egyike volt annak a nyolc ország, melyek alapítói voltak a Nemzetközi Kosárlabda-szövetségnek (FIBA). Első hivatalos mérkőzésüket Törökország ellen játszották 1936. június 24-én. Nemzetközi tornán először az 1949-es Európa-bajnokságon szerepeltek, ahol bronzérmet szereztek. 1952-ben részt vettek történetük első olimpiáján, ahol huszonhárom csapat közül a tizenhetedik helyen végeztek. Az 1951-es férfi kosárlabda-Európa-bajnokságon a nyolcadik pozíciót szerezték meg, majd azt követően egy meglehetősen hosszú időszak következett, amikor nem sikerült kijutniuk egyetlen nemzetközi tornára sem. Az 1960-as és az 1970-es években többnyire résztvevői voltak az Európa-bajnokságok mezőnyének, de nem sikerült kiemelkedő eredményt elérniük. 1986-ban történetük során először kijutottak a világbajnokságra és egy évvel később megnyerték az 1987-es Európa-bajnokságot. A döntőben a Szovjetuniót sikerült legyőzniük hosszabbítást követően 103–101 arányban. Ez volt Görögország történetének első nagy sikere kosárlabdában és valamennyi csapatsportban egyaránt. Az 1989-es Európa-bajnokságon nem sikerült a címvédés, miután a döntőben 98–77 arányban alulmaradtak a házigazda jugoszlávokkal szemben. 1996-ban kijutottak az atlantai olimpiára, ahol az ötödik helyet szerezték meg, majd ugyanezt megismételték hazai pályán 2004-ben és Pekingben 2008-ban is. A 2005-ös Európa-bajnokságon Németországot győzték le 78–62-re a döntőben és megszerezték az újabb Európa-bajnoki címüket. A 2006-os világbajnokságon is bejutottak a döntőbe, ahol azonban kikaptak Spanyolországtól. A 2009-es Európa-bajnokságon bronzérmet szereztek és a 2010-es világbajnokságot a tizenegyedik helyen zárták. A 2014-es világbajnokságon a kilencedik helyen végeztek. 2011-ben a negyeddöntőig, a 2013-as tornán a második csoportkörig jutottak. A 2012-es londoni, a 2016-os riói és a 2020-as tokiói nyári olimpiai játékokra nem sikerült kijutniuk. A 2015-ös Európa-bajnokságon a negyeddöntőben Spanyolország ellen estek ki. A 2017-es Európa-bajnokságon Oroszországtól kaptak ki 74–69-re a legjobb nyolc között. A 2019-es világbajnokságon bejutottak a második csoportkörbe és végül a 11. helyen zártak. A 2022-es Európa-bajnokságon a negyeddöntőig ismét eljutottak, ahol azonban ezúttal Németország bizonyult jobbnak és jutott be az elődöntőbe. A 2023-as világbajnokságon a 15. helyet szerezték meg. Részt vettek a 2024. évi tokiói nyári olimpiai játékokon, ahol a negyeddöntőben Németországtól kaptak ki 76–63 arányban.

## Eredmények
| Olimpiai játékok | Olimpiai játékok | Olimpiai játékok | Olimpiai játékok | Olimpiai játékok |
| Év               | Eredmény         | M                | Gy               | V                |
| ---------------- | ---------------- | ---------------- | ---------------- | ---------------- |
| 1936             | Nem indult       | Nem indult       | Nem indult       | Nem indult       |
| 1948             | Nem indult       | Nem indult       | Nem indult       | Nem indult       |
| 1952             | 17.              | 3                | 1                | 2                |
| 1956             | Nem indult       | Nem indult       | Nem indult       | Nem indult       |
| 1960             | Nem indult       | Nem indult       | Nem indult       | Nem indult       |
| 1964             | Nem jutott be    | Nem jutott be    | Nem jutott be    | Nem jutott be    |
| 1968             | Nem jutott be    | Nem jutott be    | Nem jutott be    | Nem jutott be    |
| 1972             | Nem jutott be    | Nem jutott be    | Nem jutott be    | Nem jutott be    |
| 1976             | Nem indult       | Nem indult       | Nem indult       | Nem indult       |
| 1980             | Nem jutott be    | Nem jutott be    | Nem jutott be    | Nem jutott be    |
| 1984             | Nem jutott be    | Nem jutott be    | Nem jutott be    | Nem jutott be    |
| 1988             | Nem jutott be    | Nem jutott be    | Nem jutott be    | Nem jutott be    |
| 1992             | Nem jutott be    | Nem jutott be    | Nem jutott be    | Nem jutott be    |
| 1996             | 5.               | 8                | 5                | 3                |
| 2000             | Nem jutott be    | Nem jutott be    | Nem jutott be    | Nem jutott be    |
| 2004             | 5.               | 7                | 4                | 3                |
| 2008             | 5.               | 6                | 3                | 3                |
| 2012             | Nem jutott be    | Nem jutott be    | Nem jutott be    | Nem jutott be    |
| 2016             | Nem jutott be    | Nem jutott be    | Nem jutott be    | Nem jutott be    |
| 2020             | Nem jutott be    | Nem jutott be    | Nem jutott be    | Nem jutott be    |
| 2024             | 8.               | 4                | 1                | 3                |
| Összesen         | 5/21             | 28               | 14               | 14               |

| FIBA-világbajnokság | FIBA-világbajnokság | FIBA-világbajnokság | FIBA-világbajnokság | FIBA-világbajnokság |
| Év                  | Eredmény            | M                   | Gy                  | V                   |
| ------------------- | ------------------- | ------------------- | ------------------- | ------------------- |
| 1950                | Nem indult          | Nem indult          | Nem indult          | Nem indult          |
| 1954                | Nem indult          | Nem indult          | Nem indult          | Nem indult          |
| 1959                | Nem indult          | Nem indult          | Nem indult          | Nem indult          |
| 1963                | Nem jutott be       | Nem jutott be       | Nem jutott be       | Nem jutott be       |
| 1967                | Nem jutott be       | Nem jutott be       | Nem jutott be       | Nem jutott be       |
| 1970                | Nem jutott be       | Nem jutott be       | Nem jutott be       | Nem jutott be       |
| 1974                | Nem jutott be       | Nem jutott be       | Nem jutott be       | Nem jutott be       |
| 1978                | Nem jutott be       | Nem jutott be       | Nem jutott be       | Nem jutott be       |
| 1982                | Nem jutott be       | Nem jutott be       | Nem jutott be       | Nem jutott be       |
| 1986                | 10.                 | 10                  | 4                   | 6                   |
| 1990                | 6.                  | 8                   | 4                   | 4                   |
| 1994                | 4.                  | 8                   | 4                   | 4                   |
| 1998                | 4.                  | 9                   | 5                   | 4                   |
| 2002                | Nem jutott be       | Nem jutott be       | Nem jutott be       | Nem jutott be       |
| 2006                |                     | 9                   | 8                   | 1                   |
| 2010                | 11.                 | 6                   | 3                   | 3                   |
| 2014                | 9.                  | 6                   | 5                   | 1                   |
| 2019                | 11.                 | 5                   | 3                   | 2                   |
| 2023                | 15.                 | 5                   | 2                   | 3                   |
| Összesen            | 9/19                | 66                  | 38                  | 28                  |

| Európa-bajnokság | Európa-bajnokság | Európa-bajnokság | Európa-bajnokság | Európa-bajnokság |
| Év               | Eredmény         | M                | Gy               | V                |
| ---------------- | ---------------- | ---------------- | ---------------- | ---------------- |
| 1935             | Nem indult       | Nem indult       | Nem indult       | Nem indult       |
| 1937             | Nem indult       | Nem indult       | Nem indult       | Nem indult       |
| 1939             | Nem indult       | Nem indult       | Nem indult       | Nem indult       |
| 1941             | Elmaradt         | Elmaradt         | Elmaradt         | Elmaradt         |
| 1946             | Nem indult       | Nem indult       | Nem indult       | Nem indult       |
| 1947             | Nem indult       | Nem indult       | Nem indult       | Nem indult       |
| 1949             |                  | 6                | 4                | 2                |
| 1951             | 8.               | 8                | 2                | 6                |
| 1953             | Nem indult       | Nem indult       | Nem indult       | Nem indult       |
| 1955             | Nem indult       | Nem indult       | Nem indult       | Nem indult       |
| 1957             | Nem indult       | Nem indult       | Nem indult       | Nem indult       |
| 1959             | Nem indult       | Nem indult       | Nem indult       | Nem indult       |
| 1961             | 17.              | 6                | 2                | 4                |
| 1963             | Nem indult       | Nem indult       | Nem indult       | Nem indult       |
| 1965             | 8.               | 9                | 5                | 4                |
| 1967             | 12.              | 9                | 3                | 6                |
| 1969             | 10.              | 7                | 2                | 5                |
| 1971             | Nem jutott be    | Nem jutott be    | Nem jutott be    | Nem jutott be    |
| 1973             | 11.              | 7                | 2                | 5                |
| 1975             | 12.              | 7                | 1                | 6                |
| 1977             | Nem jutott be    | Nem jutott be    | Nem jutott be    | Nem jutott be    |
| 1979             | 9.               | 8                | 4                | 4                |
| 1981             | 9.               | 8                | 2                | 6                |
| 1983             | 11.              | 7                | 2                | 5                |
| 1985             | Nem jutott be    | Nem jutott be    | Nem jutott be    | Nem jutott be    |
| 1987             |                  | 8                | 6                | 2                |
| 1989             |                  | 5                | 3                | 2                |
| 1991             | 5.               | 5                | 3                | 2                |
| 1993             | 4.               | 9                | 5                | 4                |
| 1995             | 4.               | 9                | 5                | 4                |
| 1997             | 4.               | 9                | 7                | 2                |
| 1999             | 16.              | 3                | 0                | 3                |
| 2001             | 9.               | 4                | 2                | 2                |
| 2003             | 5.               | 6                | 5                | 1                |
| 2005             |                  | 7                | 6                | 1                |
| 2007             | 4.               | 9                | 5                | 4                |
| 2009             |                  | 9                | 6                | 3                |
| 2011             | 6.               | 11               | 7                | 4                |
| 2013             | 11.              | 8                | 4                | 4                |
| 2015             | 5.               | 8                | 7                | 1                |
| 2017             | 8.               | 7                | 3                | 4                |
| 2022             | 5.               | 7                | 6                | 1                |
| Összesen         | 28/41            | 206              | 109              | 97               |